# Senecio glandulifer
Senecio glandulifer là một loài thực vật có hoa trong họ Cúc. Loài này được Dematt. & Cristóbal mô tả khoa học đầu tiên năm 2006.